# Philip Klutznick

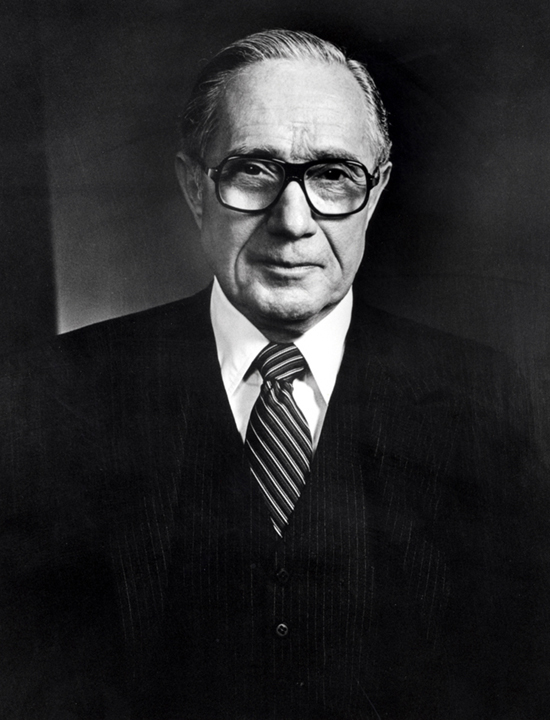
Philip Klutznick

Philip Morris Klutznick (* 9. Juli 1907 in Kansas City, Missouri; † 14. August 1999 in Chicago, Illinois) war ein US-amerikanischer Politiker der Demokratischen Partei und 1977 bis 1979 Präsident des Jüdischen Weltkongress.

## Biografie
Klutznick trat nach einem Studium der Rechtswissenschaften in den öffentlichen Dienst der Stadt Omaha (Nebraska), wo er als Verantwortlicher für den Umbau von Slumgebieten und die Stadterneuerung tätig war. Später wurde er Assistent des United States Attorney General und war als solcher im Justizministerium der Vereinigten Staaten für öffentlichen Grundbesitz zuständig. Während des Zweiten Weltkrieges war er außerdem für den Bau von Übergangsheimen für Arbeiter in der Rüstungsindustrie verantwortlich. Dazu gehörten auch die Unterkünfte und Forschungsstätten für die Wissenschaftler und Ingenieure, die am Atombombenprogramm "Manhattan-Projekt" des National Laboratory in Oak Ridge (Tennessee) tätig waren.
Nach dem Ende des Zweiten Weltkrieges wurde er Verantwortlicher für den Bau von preiswerten Wohnraum für Kriegsrückkehrer in Chicago. Außerdem war er zuständig für den Bau von einigen der erfolgreichsten Einkaufszentren der Stadt wie dem Water Tower Place.
Klutznick war als überzeugtes Mitglied der Demokratischen Partei auch Unterstützer seines Freundes und damaligen Botschafters bei den Vereinten Nationen, Adlai Stevenson, bei dessen Plänen zur Wiederentwicklung der Dritten Welt. Darüber hinaus war er während der Amtszeit von fünf US-Präsidenten in Regierungsämtern tätig. 1977 wurde er als Nachfolger von Nahum Goldmann Präsident des Jüdischen Weltkongresses und hatte dieses Amt zwei Jahre bis zu seiner Ablösung durch Edgar Bronfman 1979 inne.
Am 9. Januar 1980 ernannte ihn US-Präsident Jimmy Carter zum Handelsminister (Commerce Secretary) in seinem Kabinett. Dieses Amt behielt er bis zum Ende von Carters Amtszeit am 19. Januar 1981.
Später nutzte er seine zahlreichen Kontakte zum Sammeln von Spenden in Höhe von mehreren Millionen US-Dollar für Israel.